# خوان أنطونيو بارديم
خوان أنطونيو بارديم (بالإسبانية: Juan Antonio Bardem) (و. 1922 – 2002 م) هو مخرج أفلام، وكاتب سيناريو إسباني، ولد في مدريد، توفي في مدريد، عن عمر يناهز 80 عاماً، بسبب نوبة قلبية.

## وصلات خارجية
- خوان أنطونيو بارديم على موقع IMDb (الإنجليزية)
- خوان أنطونيو بارديم على موقع ألو سيني (الفرنسية)
- خوان أنطونيو بارديم على موقع أول موفي (الإنجليزية)
- خوان أنطونيو بارديم على موقع قاعدة بيانات الأفلام السويدية (السويدية)
- خوان أنطونيو بارديم على موقع إن إن دي بي (الإنجليزية)
- خوان أنطونيو بارديم على موقع ديسكوغز (الإنجليزية)
- خوان أنطونيو بارديم على موقع قاعدة بيانات الفيلم (الإنجليزية)
- خوان أنطونيو بارديم على موقع كينوبويسك (الروسية)